# پرسترویکا

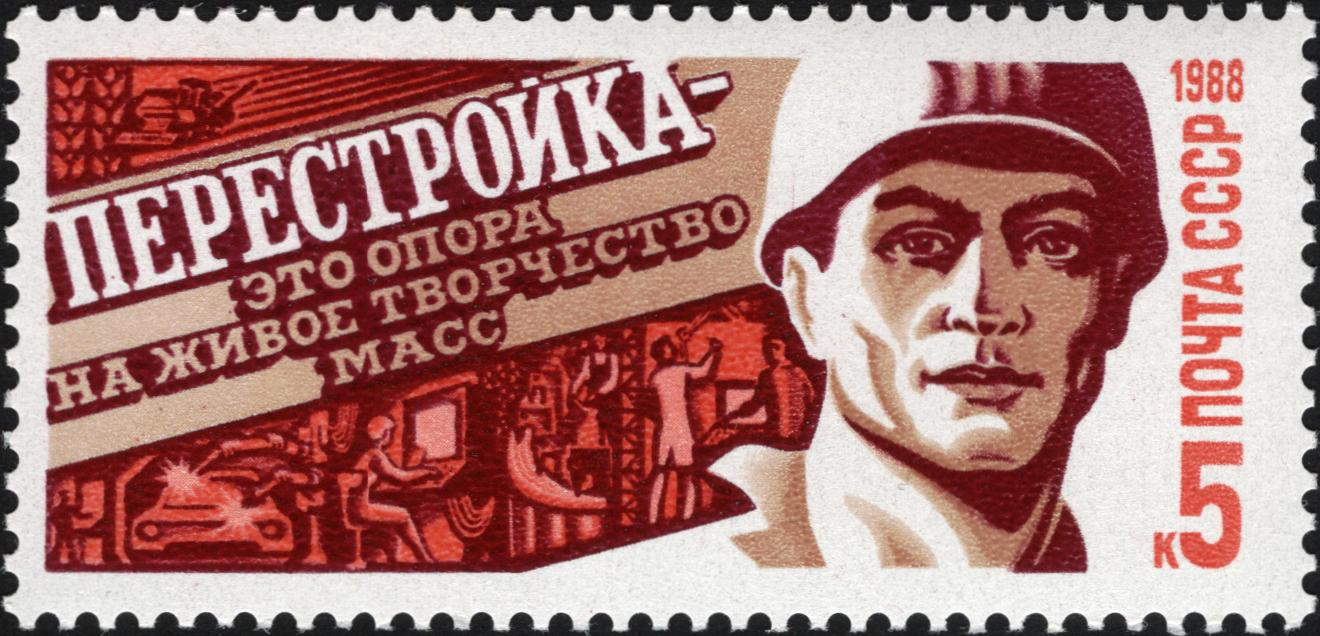
تمبر پستی مربوط به پرسترویکا، ۱۹۸۸ میلادی

پرسترویکا (به روسی: перестро́йка) اصطلاحی روسی است که به یک سری از اصلاحات اقتصادی که در ۱۹۸۵ و با روی کار آمدن رهبر وقت شوروی، میخائیل گورباچف، معرفی گشت گفته می‌شود.
به فارسی این پدیده را «بازسازی» یا «بازسازی گورباچف» می‌نامند.
این واژه در لغت به معنای «بازسازی» است و منظور از آن اصلاحاتی اقتصادی برای بازسازی اقتصاد شوروی بود.
اهداف اصلی پرسترویکا عبارت بودند از: تمرکز زدایی اقتصادی و آزادی عمل دادن به واحدهای تجاری شوروی، پرهیز از اقتصاد برنامه‌ریزی شده توسط دولت مرکزی، ترویج و تشویق ابتکار بخش خصوصی. هدف گورباچف از پرسترویکا انطباق اقتصاد شوروی با کشورهای سرمایه‌داری قرن بیستم بود.